# Route nationale 303
Pour les articles homonymes, voir Route 303.
La route nationale 303, ou RN 303, est une route nationale française reliant Paris à  Noisy-le-Grand. Avant 1972 et la réforme de la départementalisation de la majeure partie du réseau routier national français, elle allait jusqu'à Crécy-la-Chapelle. Le décret n° 2005-1499 du 5 décembre 2005 "relatif à la consistance du réseau routier national" prévoit de transférer aux départements la totalité de cet itinéraire. Depuis que la RN 304 est devenue la RN 4, la traversée de Joinville-le-Pont s'effectuait sous le nom de RN 4. La section seine-et-marnaise reliant Émerainville à Crécy-la-Chapelle a été déclassée en RD 406.

## De Paris à Noisy-le-Grand (RN 303, RN 4, RN 303)

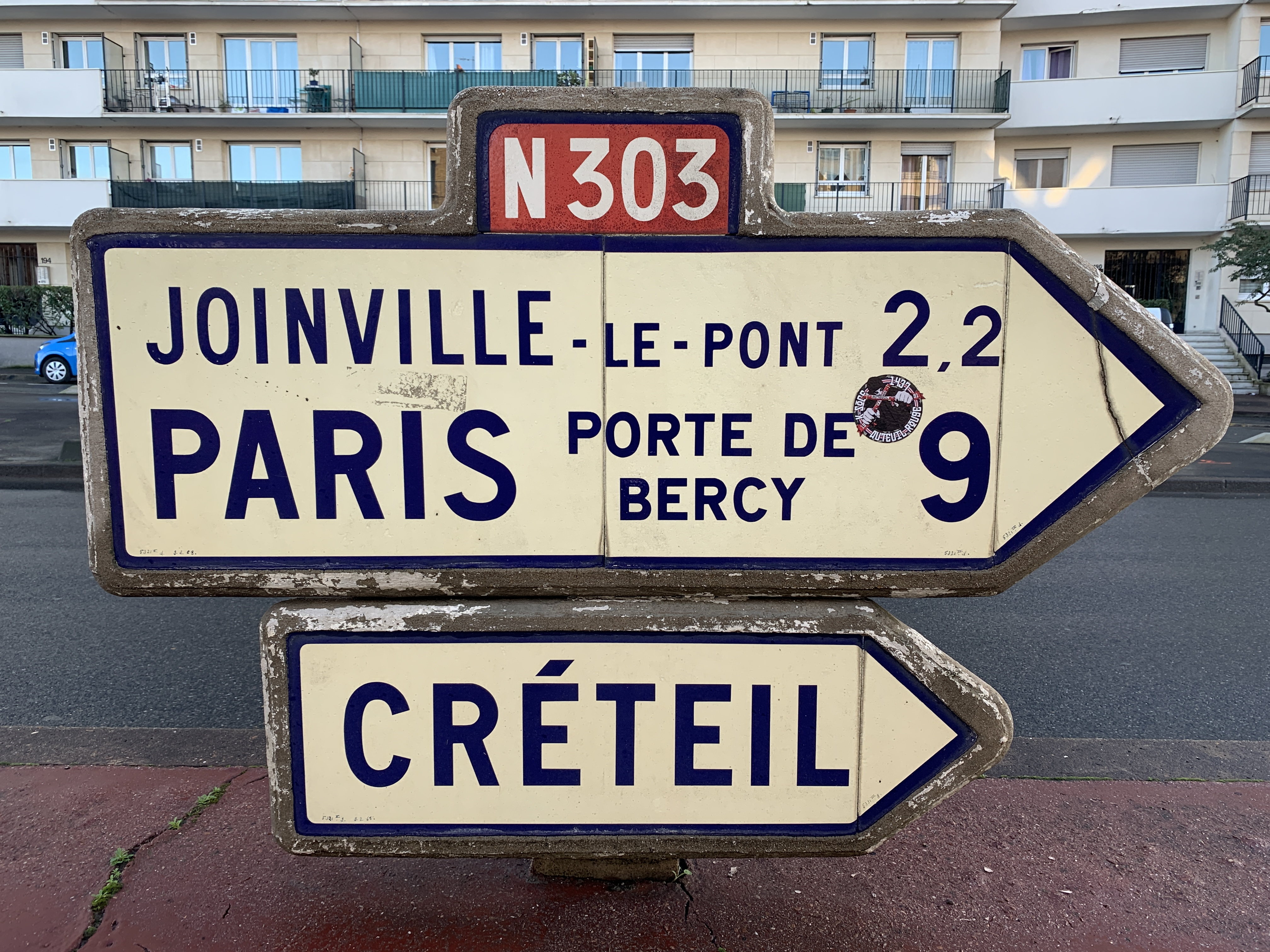
Panneau Michelin sur la route à Champigny.

Les communes traversées sont :
- Paris Porte de Charenton (km 0)
- Charenton-le-Pont (km 2)
- Saint-Maurice (km 5)
- Paris Bois de Vincennes
- Joinville-le-Pont (km 7)
- Champigny-sur-Marne (km 10)
- Villiers-sur-Marne (km 12)
- Noisy-le-Grand (km 14)

## D'Émerainville à Crécy-la-Chapelle (RD 406)
Les communes traversées sont :
- Émerainville
- Croissy-Beaubourg
- Jossigny
- Serris
- Bailly-Romainvilliers
- Villiers-sur-Morin
- Crécy-la-Chapelle